# 拉罗什-米热讷站
拉罗什-米热讷站，简称拉米站，是法国的一个铁路车站，位于约讷省境内，因靠近法国拉罗什-圣西德鲁瓦纳（Laroche-Saint-Cydroine）和米热讷（Migennes）两个市镇而得名，是一个区域性的铁路枢纽。

## 位置
拉米站位于巴黎－马赛铁路和拉罗什-米热讷－科讷铁路两条铁路线的交汇点东侧，约讷河（La Yonne）右岸。车站被铁路线切割为三部分，呈开口向东的"人"字形，其中主站房位于两条铁路中间，南北两侧均有出入口并可通过地下通道相连。
类似的"人"字形车站，在法国还有多处，比如穆沙尔站、菲雅克站、贝勒加尔德站等。

## 车站历史
拉米站建于1849年8月12日，最初只是巴黎—里昂铁路上的一普通小站，名叫岩石站（Gare de la Roche）。1853年由该站向南修建了另一条铁路，通往欧塞尔。由于巴黎—里昂铁路连通了法国最重要的三座城市，而欧塞尔本身也是一个省会，于是拉米站的重要性一下子就显现出来了。一直到上世纪80年代，法国高速铁路东南线（LGV Sud-Est）尚未通车前，拉米站都是巴黎前往整个法国东南地区的必经之路。高铁通车后，绝大部分前往里昂和马赛方向的列车都改走新线，拉米站的地位也大幅度下降。
1994年，法兰西岛大区曾将郊区铁路R线（Transilien R）的终点设在了拉米站，但由于拉米站距离巴黎的路程较远，不适合开行通勤线路，故郊区铁路R线的终点已于2008年底缩短至蒙特洛车站（Gare de Montereau）。
1999年，SNCF开行了由默伦（Melun）出发，经停拉米站，通过拉米站东侧的联络线连上法国高速铁路东南线，经里昂终到马赛的TGV列车，被称为"约讷-地中海线"（TGV Yonne-Méditerranée）。2011年12月，因客流不佳，这条线路被迫停运。
2013年，拉米站进行了翻新改造。

## 停靠线路
以下列车线路在拉米站停靠：
| 拉米站列车线路表                     |      |                            |                                     |              |
| 线路                                 | 车种 | 上一站                     | 下一站                              | 大致运行频率 |
| 巴黎—里昂                            | TER  | 茹瓦尼                     | 圣弗洛朗坦-维吉尼                   | 每天5趟左右  |
| 巴黎/桑斯—第戎                       | TER  | 茹瓦尼                     | 圣弗洛朗坦-维吉尼                   | 每天5趟左右  |
| 第戎/拉米站—欧塞尔                   | TER  | 圣弗洛朗坦-维吉尼/（终点） | 舍米伊阿普瓦尼/莫内托-古尔基/欧塞尔 | 每天6趟左右  |
| 巴黎—拉米站                          | TER  | 茹瓦尼                     | （终点）                            | 每天3趟左右  |
| 巴黎—欧塞尔                          | TER  | 茹瓦尼                     | （终点）/欧塞尔                     | 每天6趟左右  |
| 巴黎/拉米站—克拉梅西/科尔比尼/阿瓦隆 | TER  | 茹瓦尼/（起点）            | 欧塞尔                              | 每天7趟左右  |
| 1.                                   |      |                            |                                     |              |

## 配套交通

### 大巴车
拉米站对应的大巴车上下车地点位于车站南侧出口。
| 停靠拉米站的大巴车 |                           |                                                                        |
| 上下车地点         | 运营单位                  | 主要目的地                                                             |
| 拉米站             | 约讷省城际客运 TransYonne | 茹瓦尼                                                                 |
| 拉米站             | SNCF                      | （当某条铁路线施工或罢工时，SNCF可能会提供途径该线路沿途站点的大巴车） |
| 1. 2. 3.           |                           |                                                                        |

### 公交
拉米站附近暂无城市公交线路。

## 临近车站
| 拉米站（Gare de Laroche-Migennes） |                         | |
| 上行车站                           | 线路                    | 下行车站 |
| 茹瓦尼站                           | 巴黎－马赛铁路          | ↗（正线）→圣弗洛朗坦站→……→尼伊苏拉弗耶尔站↘ ↘（联络线）→（法国高速铁路东南线）→↗（联络线）→蒙巴尔站 ↘（正线）→勒克佐TGV站 |
| （起点）                           | 拉罗什-米热讷－科讷铁路 | 舍米伊阿普瓦尼站 |
| - 本表仅显示运营中的线路及车站     |                         | |